# Delphinium nutans
Delphinium nutans är en ranunkelväxtart som beskrevs av A. Nels.. Delphinium nutans ingår i släktet storriddarsporrar, och familjen ranunkelväxter. Inga underarter finns listade i Catalogue of Life.